# Монастирський устав

Ангел вручає преподобному Пахомію гуртожитний чернечий устав (фреска Успенського собору на Городку, XV століття)

Монастирський устав — звід правил проживання ченців в гуртожитних монастирях, який може містити також порядок вчинення богослужінь. Виникнення та розвиток монастирських уставів тісно пов'язаний з появою Типікона, що визначає порядок здійснення церковних служб. Сучасні монастирські устави містять як загальножительні правила (дисциплінарна частина, опис обов'язків по слухняності, настанови з духовного вдосконалення), так і літургійний розділ.

## Виникнення
Виникнення монастирських уставів пов'язане з появою кіновійним чернецтвом. Перший монастирський устав був створений Пахомієм Великим для Тавенісійського монастиря (Південний Єгипет) 318 року. Монастирський устав Пахомія став основою для Василія Великого при складанні ним «Просторікувато викладених правил для ченців» для заснованого ним в Каппадокії монастиря. Устав Василія, зберігся у православному чернецтві досі. На Заході, з його розмаїттям монастирських уставів, такі монастирі називається по його імені: «василіянські монастирі».
До іншим найдавнішим монастирським уставам належать:
- Твори преподобного Іоанна Касіяна Римлянина «Про постанови кіновій палестинських та єгипетських» (в 12 книгах);
- устав преподобного Венедикта Нурсійського (VI століття) для монастиря в Монте-Кассіно, в Італії.

Відомості про правила проживання ченців у Єгипетських монастирях V століття містяться в оповідання святого Софронія, єпископа Єрусалимського, і преподобного Іоанна Мосха про відвідування ними Синайського монастиря (описані правила Нілу Синайського).
Стародавні монастирські устави передбачали покарання: за брехню, ремствування, лінь, безглуздого, недбальство про монастирському майно, тощо. Як покарання для винного передбачалося відлучення від причастя, позбавлення спілкування в їжі і молитві з іншими ченцями, тимчасове сухоядение.

## Єрусалимський та Студийский устави

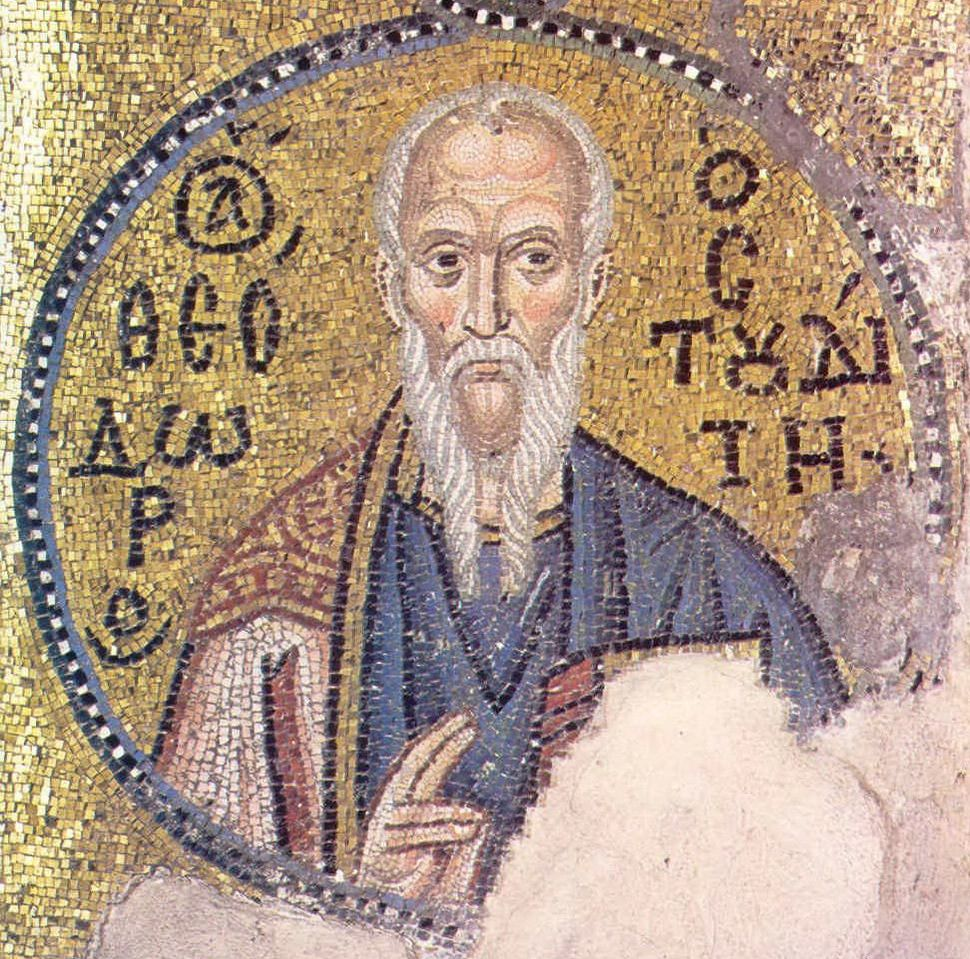
Феодор Студит

Візантійська епоха знала величезну кількість монастирських уставів, їх становили ігумени, архієреї, ктітори, засновувалися монастирі. Але найбільшу роль у розвитку общежительного чернецтва зіграли Єрусалимський та Студийский устави.
- Єрусалимський устав (устав преподобного Сави Освяченого, написаний для заснованого ним монастиря) більшою мірою регламентував порядок богослужінь, хоча й описує чернечі традиції палестинських монастирів VI століття. На створення Єрусалимського уставу вплинули чернечий устави преподобного Пахомія та святого Василія Великого. оригінальний список Єрусалимського уставу, за повідомленням Симеона Солунського, згорів 614 року коли Єрусалим захопив перський цар Хосров.
- Студійський устав (устав преподобного Феодора Студита, написаний для Студійського монастиря) на відміну від Єрусалимського уставу нагадує штатний розклад, докладно описуючи обов'язки по монастирських посадам та слухняності. Також особливістю Студійського уставу порівняно з Єрусалимським є те, що він був написаний для ченців, що проживають в міському монастирі під керівництвом одного ігумена (Сава Освячений написав свій устав для монахів, які жили в розсіяних печерах-келіях та збиралися разом у церкві лише для спільного богослужіння). Повний текст Студійського уставу був записаний наприкінці X — початку XI століття, до цього часу існували лише короткі монастирські «Начертания».

Студійський устав був введений на Русі преподобним Феодосієм Печерським в Києво-Печерській лаврі. Він використовувався в Росії до XIV століття, коли був витіснений Єрусалимським уставом, що отримав поширення на Сході.